# إعادة صياغة السياسة بشأن ألمانيا
إعادة صياغة السياسة بشأن ألمانيا هو الخطاب الشهير الذي ألقاه جيمس فرانسيس بيرنز، وزير خارجية الولايات المتحدة الأمريكية، في شتوتغارت في 6 سبتمبر عام 1946.
ويعرف أيضًا باسم خطاب الأمل حيث حمل الخطاب رسالة للتغيير في السياسة الأمريكية تجاه ألمانيا بنبذه للسياسات الاقتصادية المجحفة لخطة مورغنثاو وأشار إلى التغيير في سياسة إعادة البناء الاقتصادي المتبعة مع ألمانيا ليعطي بذلك للألمان الأمل في المستقبل.